# 交響曲第1番 (橋本國彦)
交響曲第1番 ニ調は、橋本國彦が皇紀2600年奉祝曲として1940年に作曲した交響曲。『交響曲第1番 ニ長調』と表記される場合もある。

## 概要
1940年の皇紀2600年記念式典は国威発揚の大イベントとして政府主催により華々しく行われ、内外の音楽家に祝典曲が要請された。この作品もその一つで、建国祭本部からの要請で作曲された。平明で親しみやすい作品であるが、プロパガンダ要素が強いことから、戦後長らく封印されていた。
1940年6月11日に日比谷公会堂で東京音楽学校管弦楽団の演奏、作曲者自身の指揮によって初演された。
その後は長らくオーケストラ譜が行方不明になっていたが、1980年代に発見され、第2楽章が「音楽の広場」（NHK）や「題名のない音楽会」（テレビ朝日）で立て続けに放送された（1日違いで音楽の広場が早かった）。演奏は放送用に中間部を少し切り詰めたものではあったが、十分に第2楽章の特徴を表現していた。なお、この時はいずれの番組においても第1楽章、第3楽章についての解説はされなかった。
2002年、ナクソス・レーベルの「日本作曲家選輯シリーズ」で沼尻竜典指揮、東京都交響楽団演奏のCD（8.555881J）が発売され、その真価が再発見された。

## 楽曲構成
管弦楽は三管編成を基本とした編成をとる。演奏時間は約40分。
第1楽章 マエストーソ・モデラート
ゆっくりとしたカノンで開始される。ヴァイオリンによる第1主題、オーボエとフルートによる第2主題がそれぞれ提示される。さらに勇壮な行進曲をはさんで、後半は第1、第2主題が再現され、最後はチェレスタとともに静かに終わる。
第2楽章 アレグレット・スケルツアンド・アレグレット
ゆったりとしたジャワ風の旋律が繰り返される部分と、細かい音符の速弾きで構成される中間部で構成される。旋律が繰り返される部分はラヴェルの『ボレロ』を思わせる。旋律にはクライマックスで太鼓が加わるが、実際の演奏では日本太鼓を使う場合と、琉球のパーランクーを用いる場合があった。橋本自身はこの主題を後に自著『豊富な楽譜と和声学の講義を含めた旋律の作曲法』（全音楽譜出版社、1948年）の中で琉球音階の使用例として挙げている。「音楽の広場」で紹介された際は、世界の音階に関する特集の回において「琉球音階を使った楽曲」として演奏された。
第3楽章 主題と変奏とフーガ：モデラート
伊沢修二が作曲した『紀元節』を主題とする8つの変奏が行われる。最後は第1楽章のカノン、同じく第1楽章の第1主題、『紀元節』の主題によるフーガが壮大に演奏されて終わる。